# 元法寿
元法寿（5世紀—528年5月17日），河南郡洛阳县（今河南省洛阳市东）人，魏道武帝拓跋珪玄孙，拓跋钟葵长子，北魏宗室、官员。

## 生平
元法寿担任侍御中散，屡次升迁至中散大夫，外任龙骧将军、安州刺史。元法寿先命令所亲近的人穿着平民的服装进入安州境内，观察学习风俗，到任后就大行赏赐处罚，于是安州境内安宁，任期结束回朝时，官吏和百姓到朝廷乞求让他留任。魏宣武帝元恪赞美元法寿，下诏元法寿继续担任安州刺史。元法寿后来被征召担任太中大夫，加号左将军，升任平东将军、光禄大夫。建义元年四月庚子（528年5月17日），元法寿在河阴之变中遇害，朝廷赠予车骑将军、相州刺史。

## 家庭

### 兄弟
- 元法僧，南梁侍中、太尉，领军师将军、宋襄厉王

### 子女
- 元庆始，北魏大司农丞，与父亲一起在河阴之变中遇害，赠予前将军、广州刺史
- 元庆遵，东魏瀛洲骑府司马
- 元庆智，太尉主簿